# (73923) 1997 MU1
(73923) 1997 MU1 – planetoida z pasa głównego asteroid okrążająca Słońce w ciągu 4,05 lat w średniej odległości 2,54 j.a. Odkryta 30 czerwca 1997 roku.